# Ingrid del Carmen Montes González
Ingrid Montes es profesora de Química Orgánica en la Universidad de Puerto Rico, Recinto de Río Piedras. Obtuvo su permanencia en 1998. Su investigación se enfoca en educación en Química y química de organometálicos. La Dra. Montes es "Director-at-large" en la Sociedad Estadounidense de Químicos (ACS, por sus siglas en inglés) desde 2013. Montes es la fundadora del Festival de Química en el 2005, este programa fue adoptado por la ACS en el 2010.

## Educación
Completó su bachillerato en Química en la Universidad de Puerto Rico, Recinto de Río Piedras, en el 1980. En 1985, completó sus estudios doctorales en Química Orgánica en la UPR-Río Piedras, bajo la supervisión de Gerald Larson.

## Investigación
El laboratorio de la Dra. Ingrid Montes se enfoca en la síntesis y caracterización de derivados de ferroceno y educación en Química.

## Contribuciones a la Comunidad

#### Festival de Química
En el 2005, la Dra. Montes comenzó el Festival de Química en Puerto Rico. El Festival de Química es un programa comunitario creado para involucrar al público general por medio de demostraciones de Química y su relación con la vida cotidiana. En 2010 la Sociedad Estadounidense de Química (ACS, por sus siglas en inglés) oficializó este programa; y en 2016, coordinó los entrenamientos necesarios para celebrar el Festival de Química alrededor del mundo. A continuación se destacan algunas noticias relacionadas con este evento:
- Australia hosts the first Chemistry Festival (2017).[13]
- Chemistry Festival was featured in TV Perú (2017).[14]
- The ACS Malaysia International Chemical Sciences Chapter hosted a Festival Training Institute (2017).[15]
- The Chemistry Festival Arrived to Beijing (2014).[16]
- Puerto Rico local section celebrated the Chemistry Festival along with "Chemists celebrate Earth week (CCED)" and won the ChemLuminary Award for its involvement (2013).[17][18]
- Nurturing Chemistry Undergrads (2013).[19]
- Monumental periodic table build during the Chemistry Festival in  México (2011).[20]

## Honores y premios
La Dra. Ingrid Montes recibió múltiples honores y premios, entre ellos:
- 2018 - Mujer Puertorriqueña Distinguida en STEM, G Works, Inc.[21]

- 2017 - IUPAC 2017 Award for Distinguished Women in Chemistry or Chemical Engineering[22]

- 2012 - American Chemical Society Volunteer Service Award[23]

## Publicaciones recientes
1. "Synthesis and characterization of novel ferrocenyl chalcone ammonium and pyridinium saltderivatives” Inorg. Chim. Acta; 2017[24]
2. "(E)-1-Ferrocenyl-3-(2-methoxyphenyl)prop-2-en-1-one” Acta Cryst., 2014, E70, m108–m109.[25]
3. "Electrochemical and Spectroscopical Characterization of Ferrocenyl Chalcones” Journal of The Electrochemical Society, 2010, 157, 104-110.[26]
4. "Assessment of Organic Inquiry-Based Laboratory Experiences Targeting Different Learning Styles: Ethnographic Study” The Chemical Educator, 2010, 15, 79–89.[27]
5. “A sticky situation: dissolving chewing gum with chocolate” J. Chem. Ed., 2010, 87, 396-397.[28]
6. “Counterion Effects in the Nucleophilic Substitution Reaction of the Acetate Ion with Alkyl Bromides in the Synthesis of Esters” J. Chem. Ed., 2009, 86, 1315-1318.[29]